# Гиббс, Роланд
Сэр Роланд Кристофер Гиббс (англ. Sir Roland Christopher Gibbs) (22 июня 1921 – 31 октября 2004) — британский военачальник, фельдмаршал (1979).

## Биография
Сын чиновника, участника Первой мировой войны. Окончил Итонский колледж в 1939 году.

## Вторая мировая война
С 1939 года служил в Британских Вооружённых Силах. Он был зачислен в Полк Королевских стрелков. В 1941 году переброшен в Северную Африку, там был зачислен в состав 1-й бронетанковой дивизии и впервые вступил в бой с противником в районе Бенгази в начале 1942 года. Отличился в июле 1942 года в первом сражении при Эль-Аламейне, когда во главе своего подразделения отразил атаку превосходящего числа танков противника с значительными потерями для последнего. Отличился также и во втором сражении при Эль-Аламейне, переломившем ход всей Североафриканской кампании в пользу союзных войск. Был дважды ранен в боях в Северной Африке.
Летом 1943 года принимал участие в высадке союзных войск в Италии в районе Таранто и сражался в последующих сражениях Итальянской кампании до января 1944 года. Был отозван в Англию и после курса подготовки принял участие в Нормандской операции. Гиббс высадился на плацдарм на второй день сражения, 7 июня 1944 года, но через несколько дней при отражении контратаки противника был ранен в районе города Кан. Вернулся в строй в сентябре того же года и далее воевал на Втором фронте до капитуляции Германии. Участвовал в освобождении Франции, Бельгии, Нидерландов и Западной Германии.

## Служба на офицерских должностях
После окончания войны с 1945 года служил в британских войсках на территории Дании. В августе 1945 года был переброшен на Дальний Восток и назначен в штаб Сухопутных союзных сил в Юго-Восточной Азии. После капитуляции Японии вернулся в Англию. С 1945 года служил в штабе 5-й парашютной бригады в Ливии и в Палестине. Окончил Королевское военное училище в 1949 году и штабной колледж в 1951 году. Продолжил службу в Британской Рейнской Армии на территории ФРГ, майор в 5-й пехотной бригаде. С 1954 года служил в колонии Договорный Оман. После нового обучения в штабном колледже с 1957 года служил в аппарате Министерства обороны Великобритании.
В 1960 году назначен командиром парашютного батальона в Англии, затем батальон был переброшен на Кипр, а оттуда — в Бахрейн, где провел в боевой готовности около года в связи с реальной угрозой оккупации Кувейта Ираком.

## Служба на генеральских должностях
С 1962 года — командир 16-й парашютной пехотной бригады, бригадир. Основные части бригады были размещены на Кипре и входили в состав войск ООН на линии разделения противоборствующих греческих и турецких формирований. С 1966 года — начальник штаба Ближневостоного командования в Адене. С 1968 года — командующий британскими сухопутными войсками в зоне Персидского залива с штабом в Бахрейне.
С 1972 года — командир 1-го армейского корпуса в составе Британской Рейнской Армии войсками в ФРГ, произведен в генерал-лейтенанты. С 1974 года — Главнокомандующий Сухопутными войсками Великобритании, генерал. С 1976 года — начальник Генерального Штаба Великобритании. В 1979 году уволен в отставку, одновременно с увольнением произведен в фельдмаршалы.

## После военной службы
С 1985 по 1990 годы занимал пост констебля Лондонского Тауэра, а также в разное время некоторые другие почётные должности. В 1990-х годах покинул Лондон и жил в графстве Уилтшир. Увлекался охотой и живописью.
Был женат на актрисе, имел двоих сыновей и дочь.

## Награды
- Рыцарь Большого креста ордена Бани (GCB, 1976)
- Командор ордена Британской империи (СВЕ, 1968)
- Кавалер ордена Бани (КСВ, 1972)
- Рыцарь ордена «За выдающиеся заслуги» (DSO, 1945)
- Военный крест (МС, 1943)
- Рыцарь ордена Святого Иоанна Иерусалимского (KStJ)